# Family Circle Cup 2014
Family Circle Cup 2014 — профессиональный женский теннисный турнир, проводимый в американском городе Чарлстон, штат Южная Каролина, на открытых кортах с грунтовым покрытием.
В 2014 году соревнования прошли в 42-й раз. Турнир относился к премьер категории, проводящихся в рамках WTA Тура. Соревнования прошли с 31 марта по 6 апреля.
Прошлогодними чемпионами являются:
- одиночки —  Серена Уильямс
- пары —  Кристина Младенович /  Луция Шафаржова

## Соревнования

### Одиночный турнир
Андреа Петкович обыграла  Яну Чепелову со счётом 7-5, 6-2.
- Петкович выигрывает 1-й титул в сезоне и 3-й за карьеру в туре ассоциации.
- Чепелова уступает дебютный финал на турнирах ассоциации.

### Парный турнир
Анабель Медина Гарригес /  Ярослава Шведова обыграли  Чжань Юнжань /  Чжань Хаоцин со счётом 7-6(4), 6-2.
- Медина Гарригес выигрывает 2-й титул в сезоне и 23-й за карьеру в туре ассоциации.
- Шведова выигрывает 2-й титул в сезоне и 11-й за карьеру в туре ассоциации.